# Merosargus concinnatus
Merosargus concinnatus är en tvåvingeart som beskrevs av Samuel Wendell Williston  1900. Merosargus concinnatus ingår i släktet Merosargus och familjen vapenflugor. Inga underarter finns listade i Catalogue of Life.